# Foch (metrostation)
Foch is een metrostation aan lijn A van de metro van Lyon, onder de Cours Franklin Roosevelt, waar deze kruist met de Avenue Maréchal Foch, in het 6e arrondissement van de Franse stad Lyon. Station Foch is geopend in 1978, toen lijn A in dienst trad. Het station ligt direct onder straatniveau waardoor elke zijperron, en dus elke richting, een aparte ingang heeft.
In de buurt ligt de Place Lyautey. Verder kan bij dit station over worden gestapt over verschillende trolleybuslijnen, onder anderen naar de cité internationale, het Musée d'art contemporain en het hoofdkantoor van Interpol.
Perrache · Ampère - Victor Hugo · Bellecour · Cordeliers · Hôtel de Ville - Louis Pradel · Foch · Masséna · Charpennes - Charles Hernu · République - Villeurbanne · Gratte-Ciel · Flachet - Alain Gilles · Cusset · Laurent Bonnevay - Astroballe · Vaulx-en-Velin - La Soie